# Ringwal

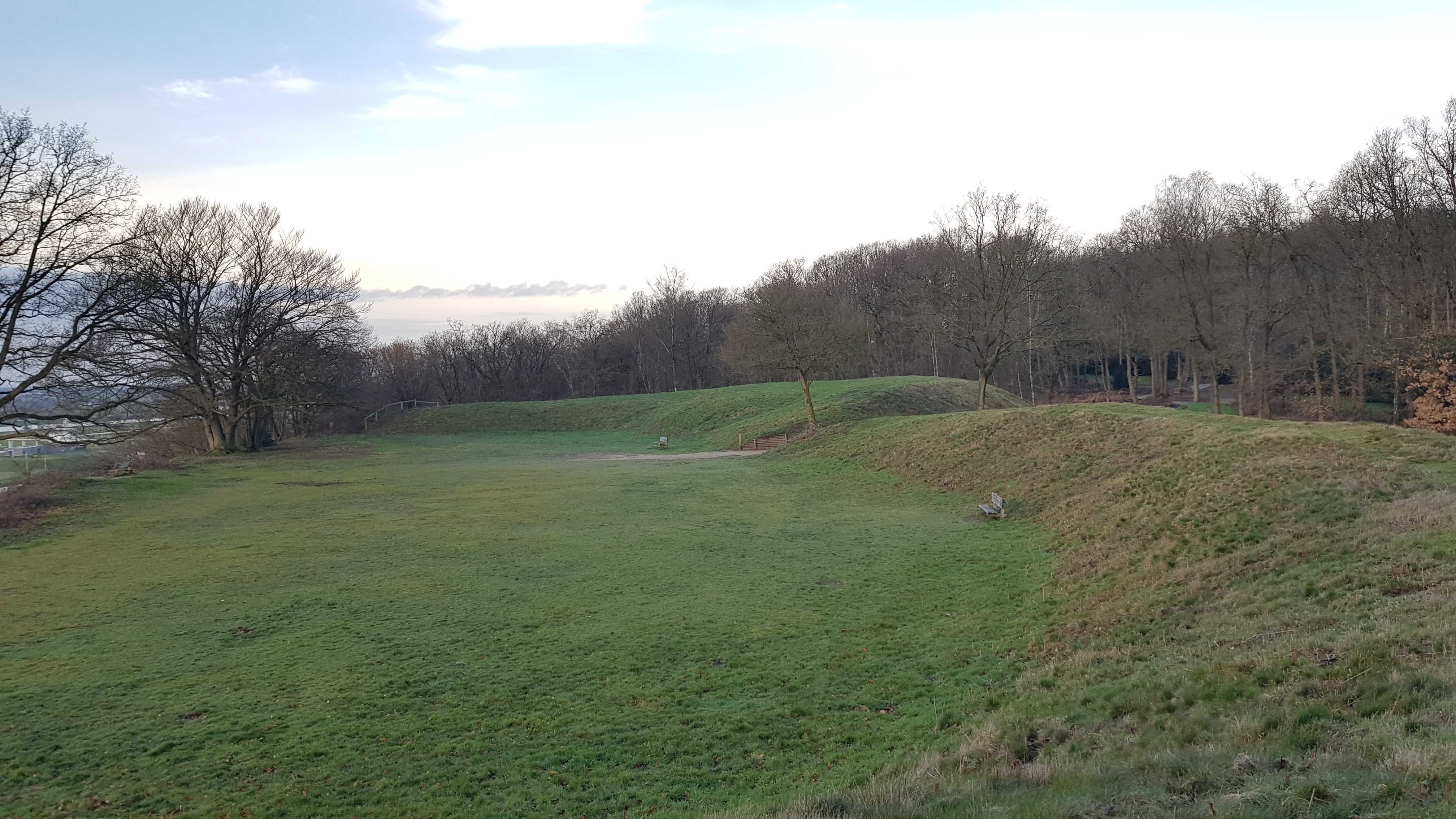
Hunneschans bij Duno

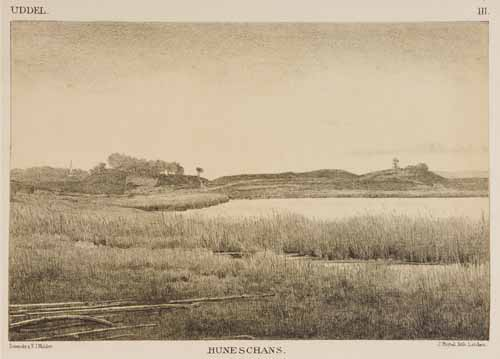
Ringwalburcht de Hunenschans Uddel

Een ringwal, ringwalburcht, walburcht of vluchtburg is een type versterking dat in Europa voorkwam gedurende de prehistorie, met name vanaf de latere bronstijd en ijzertijd en in sommige gebieden tot in de vroege middeleeuwen. Deze nederzettingen lagen vaak op een makkelijk te verdedigen plaats en waren omringd door een of meer houten of aarden wallen en geulen. 
Een ringwal is vergelijkbaar met een heuvelfort, welke laatste echter altijd op een hoogte gesitueerd is. In de Duitstalige literatuur worden beide Wallburg genoemd, waardoor verwarring kan ontstaan. 

## Nederland
In Nederland zijn ringwalburchten in te delen in twee groepen, de oudere in Zeeland en langs de kust. Deze burchten hebben een ronde vorm. De tweede groep is te vinden in het oosten van Nederland, deze ringwalburchten hebben een meer ovale vorm.

### Zeeland
In Zeeland werden vanaf de 9e eeuw ringwalburchten gebouwd ter verdediging tegen de Vikingen. In vredestijd zouden de burchten doorgaans onbewoond zijn geweest, maar in geval van gevaar vormden ze een veilig heenkomen voor de lokale bevolking. Bij deze ringwalburchten zijn er aan vier zijden doorgangen aangebracht, die met elkaar verbonden waren met houten paden in een kruis. Ook in Denemarken en aan de Belgische kust zijn er ringwalburchten gevonden, en er wordt daarnaast gespeculeerd over ringwalburchten in de buurt van de kust noordelijker in Nederland. De Deense ringwalburchten zijn van latere datum dan de burchten in Zeeland, er wordt vermoed dat deze burchten van de Zeeuwse afgeleid zijn. Op de ringburcht in Domburg na lijken alle burchten in Zeeland aan het eind van de 10e eeuw verlaten te zijn, in de loop van de 11e en 12e eeuw werden de burchten weer opnieuw bewoond.
In Zeeland zijn ringwalburchten te vinden te:
- Burgh
- Oost-Souburg (Vlissingen)[1]
- Domburg
- Middelburg
- Oostburg

### Elders
Ook in Utrecht, Gelderland en Overijssel zijn ringwalburchten gevonden, deze hebben vaak een meer ovale vorm dan de Zeeuwse ringwalburchten. Het gaat om de Hunneschans aan het Uddelermeer, de walburcht bij Appel, de Hunneschans bij De Duno bij Heveadorp (gemeente Renkum), de Heimenberg in Rhenen, de Hunenborg in Volthe en de Schulenborg bij Almelo. Bij de Hunenborg en Hunneschans zijn beide opgravingen geweest, hieruit is geconstateerd dat deze burchten uit twee delen bestonden, een voorhof en een hoofdburcht. Deze 2 burchten en de Schulenborg hebben afmetingen van ongeveer 150 bij 100 meter. De burchten in Rhenen en Doorwerth zijn beide halfopen waarbij de open kant onbegaanbaar is door een steile helling. Waarschijnlijk zijn de Duno, de Heimenberg en de Hunneschans in bezit geweest van graaf Balderik en Adela (dochter van Wichman van Hamaland) en hebben deze burchten als bescherming van de ijzerhandelsroutes gediend.
Een van de grootste ringwalburgen van Nederland is die van Zutphen met een oppervlak van ruim 12 hectare. De aanleiding tot de aanleg is uit opgravingen duidelijk geworden. De Zutphense ringwalburg is aangelegd rond 890 na de Vikingaanval van 882, waarvan talrijke resten, inclusief vermoorde mensen, bij opgravingen zijn aangetroffen. De Zutphense ringwalburg was van meet af aan bewoond en er lag een grafelijk hof van de graven van Hamaland. Ook in Zutphen speelde metaalverwerking een belangrijke rol in de burg. Vanaf de elfde eeuw wordt de burg in de geschreven bronnen ‘oppidum Sutphaniense’ genoemd.

#### Utrecht
- Heimenberg

#### Gelderland
- de Hunneschans bij Uddel
- de walburg bij Appel
- de Hunneschans bij De Duno bij Heveadorp (Renkum)
- In Zutphen is de ringwalburg goed herkenbaar vanuit de lucht door de ringvormige loop van de straten Groenmarkt, Houtmarkt en Zaadmarkt.

Noordelijker in Nederland zouden er ringwalburchten zijn geweest te:
- Den Burg
- Rijnsburg
- Blankeweer (bij Haren)

In Limburg zijn restanten van een ringwal te vinden bij Epen (Ringwal Epen). Deze had een diameter van meer dan 100 meter.

## België
In België zijn ringwalburchten te vinden te:
- Veurne
- Oudenburg
- Brugge
- Antwerpen
- Alveringem

## Frankrijk
In Frankrijk zijn ringwalburchten te vinden te:
- Sint-Omaars
- Broekburg
- Sint-Winoksbergen

## Denemarken
In Denemarken zijn ringwalburchten te vinden te:
- Aggersborg
- Borgring (ringwalburcht)
- Fyrkat
- Nonnebakken
- Trelleborg (Slagelse)

In 2023 werden ze erkend als Unesco-Werelderfgoed (Ringwalburchten uit de Vikingtijd).

## Duitsland
In Duitsland zijn ringwalburchten te vinden te:
- Jaromarsburg op het eiland Rügen
- Goldenstedt, Nedersaksen  (Arkeburg)
- Rehburg-Loccum, Nedersaksen (Luccaburg en Düsselburg)
- Nonnweiler, Saarland (Keltische ringwal in Nationaal Park Hunsrück-Hochwald)
- Hedeby

## Zweden
In de regio Skåne zijn twee ringwalburchten te vinden:
- Trelleborg (Skåne)
- Borgeby